# Bréhima Tolo
Pour les articles homonymes, voir Tolo.
Bréhima Tolo, né en 1976 à Daoukro (Côte d’Ivoire), est un homme politique malien, ministre de la Poste et des Nouvelles Technologies dans le gouvernement formé par Cheick Modibo Diarra le 20 août 2012
Ingénieur informaticien, il a été par le passé chargé de cours dans quelques institutions de formation professionnelle à Bamako. Bréima Tolo est par ailleurs membre de la Coordination des organisations patriotiques du Mali (COPAM).

## Sources
- « Ministre malien de la Poste et des Nouvelles Technologies : Bréhima Tolo »